# Amortyzator magnetyczny
Amortyzator magnetyczny - to konstrukcja amortyzatora pozbawiona tradycyjnych zaworków przepływowych. Amortyzator wypełniony jest opatentowanym płynem silikonowym zawierającym mikroskopijne cząsteczki magnetyczne, a na jego tłoczysku osadzona jest cewka elektromagnetyczna. Zmiana prądu przepływającego w uzwojeniach cewki powoduje zmianę własności płynu wypełniającego amortyzator. W zależności od wartości prądu sterującego mniej lub bardziej lepki płyn magnetyczny przepływa szybciej lub wolniej przez kanały tłoczyska. Efekt to możliwość ciągłej zmiany siły tłumienia amortyzatora.